# مسجد مرجاني
مسجد مرجاني هو مسجد في قازان، روسيا تم بناؤه بين عامي 1766-1770 في عهد كاترين الثانية من تبرعات سكان المدينة.

## تاريخه
بعد عدة عقود من اضطهاد المسلمين في روسيا، كان مسجد مرجاني أول مسجد بني في مدينة قازان تحت الحكم الروسي، كما إنه أقدم مسجد في تتارستان وكان المسجد الوحيد في قازان الذي نجى من الإغلاق خلال الفترة السوفيتية.
تم بناء المسجد من تقاليد العمارة التتارية من القرون الوسطى، ويعتقد أن المهندس المعماري كان «فاسيلي كافتريف»، يقع المسجد في حي التتار القديم في مدينة قازان على ضفاف بحيرة قبان.
مسجد مرجاني من طابقين ويحتوي على قاعتين، تم تصميم المناطق الداخلية بأسلوب «بطرسبرغ باريوك»، في عام 1861 قام تاجر بتبرع بإضافة السلالم اضافية إلى المسجد، وفي عام 1863 تبرع باضافة محراب واستخدام نوافذ جديدة، في تلك الفترة كان المسجد يدعى مسجد يونسوف، وفي عام 1885 تبرع تاجر آخر لتجديد المئذنة، وفي عام 1887 أضاف بعض التجار الزخرفة إلى المئذنة.
سمي المسجد حاليًا على اسم عالِم التتار «شهاب الدين مرجاني» الذي عمل هناك إمامًا منذ عام 1850.